# Abdon Tastu
Pour les articles homonymes, voir Tastu.
Abdon-Sennen Tastu, né en 1752 à Perpignan (Roussillon), où il est mort en 1837, est un homme politique politique français.
Notaire à Perpignan, il est administrateur du département et est élu député des Pyrénées-Orientales au Conseil des Cinq-Cents le 21 germinal an V. Il est nommé sous-préfet au Blanc en 1800.